# 1000 مبروك (فلم)
فيلم ألف مبروك هو فيلم مصري من بطولة أحمد حلمي ومن إخراج أحمد جلال. وهو مستوحى من أسطوره اغريقيه اسمها سيزيف، يدور الفيلم في إطار كوميدى فانتازى حول ما يعرف علميا بحلقة الزمن. ويدور الفيلم حول استيقاظ شخص صباح كل يوم، ليمر بعدة مواقف مختلفة، ثم يموت في تمام الساعة الثانية عشر ليلا، ويستيقظ صبيحة اليوم التالي، يجد فجأة أنه يعيش نفس اليوم الذي قضاه أمس، حيث يعيد اليوم تكرار نفسه بأحداث مختلفة، فهنا يجد البطل نفسه محاصرًا في يوم واحد فقط من حياته لا يستطيع الفرار منه.

## طاقم العمل

### الممثلين
| - أحمد حلمي: أحمد جلال - ليلى عز العرب: سعاد والدة أحمد - محمود الفيشاوي: جلال والد أحمد - سارة عبد الرحمن: علا أخت أحمد - محمد فراج: كريم صديق أحمد - هاني الصباغ: منير زميل أحمد بالعمل - أمير صلاح: رمضان سائق التاكسي - عمر فؤاد المهندس: سعيد مدلك الجيم - وائل السيد: الحرامي البرئ - ليلى نجاتي: خالة أحمد - أمنية علي الدين: بنت خالة أحمد - رحمة حسن: خطيبة أحمد | - سمير ربيع: مرسي - بيومي حداد: موظف مع أحمد - حليمو: محسن - محمد خميس: مرتكب حادثة السيارة - ناصر عيد: ضابط الحادث - عمرو فريد: ضابط الحادث - مدحت أبو سيف: شهود الحادث - موسى عباس: شهود الحادث - نبوي حامد: المصاب - فوزية أبو زيد: سيدة العفش - عبير الضمرانى: فتاة الشارع - رامي نادر: ريس عمال العفش | - ناني سعدالدين: السيدة المسروقة - فدوي: فتاة الجامعة - أحمد عساكر: شاب ببندقية الرش - أحمد النجار: شاب ببندقية الرش - مني ممدوح: فتاة سيارة الركن - أحمد النمرسي: دكتور الحادث - أحمد عبد المنعم: دكتور الام - محمد السيد مصطفي: مستجد الشركة - جميل الجندي: ساعي الشركة - مصطفي رمضان: طفل الكورة - محمد ممدوح: الولد الاهلاوى |

### إداريو العمل

#### تصوير
| - أحمد يوسف: مدير تصوير - هاني السيد: فني كرين - أحمد حسن: فني كرين - علي عبد العزيز: فني كرين | - محمد فلفل: فني كاميرا - عمرو توفيق: فني كاميرا - تامر ربيع: فني ستيدي كام - معتصم بدرخان: اسكريبت اضاءة | - محمود شاكر: لايت سيستم - أحمد علي: مشرف كاميرا - سعيد شعبان: فني كرين - سيد جودة: فني كرين | - أحمد خلف: فني اضاءة - أمير خضر: مشرف اضاءة - عباس يحى: مساعد مصور - نديم جورج: لودر | - خالد زيدان: فني اضاءة - محمد علي: فني اضاءة - سعد: فني اضاءة - عمرو كمال: فني اضاءة | - محمد الهندي: فني اضاءة - خالد شعبان: مشرف كرين |

| - مي جلال: ملابس - نيرمين شاكر: مساعد استايلست - رفعت عبد الحكيم: ملابس - عبده: ملابس - سعودي جعفر: ملابس - عمرو إسماعيل: موسيقى - توما: توزيع أغنية «باب الدنيا» - أمير صلاح: تلحين أغنية «باب الدنيا» - بلاك تيما: غناء أغنية باب الدنيا | - إيهاب محروس: ماكيير - ريكو: مساعد ماكيير - ماهر خلف: كوافير - عمرو عبده: مساعد كوافير - ميلاد: مساعد كوافير - الماكياج - زينب حسن: ماكيير أحمد حلمي - محمد إسماعيل: مساعد ماكياج - أسامة درويش: كوافيير أحمد حلمي - رامي ثروت: مساعد الكوافير | - محمد المناديلي: إدارة إنتاج - أحمد رمضان: تنفيذ الإنتاج - عبد الحليم السيد: تنفيذ الإنتاج - خالد طه: تنفيذ الإنتاج - عبد الوارث عطيه: مدير موقع - هاني الجلبي: منسق إنتاج - حاتم سعيد: مدير إنتاج - محمد عبد الغنى: منتج فني - الاخور المتحدين للسينما: إنتاج - كامل أبو على: منتج | - أحمد كيتا: اكسسوار - محمد يسري: اكسسوار - محمد حسين: اكسسوار - هشام اتش: اكسسوار - باسل حسام: Art Director - أحمد شمس: اكسسوار - رفز: اكسسوار - هاني عجمي: منسق مناظر - أحمد عباس: مهندس الديكور - أحمد حامد: اكسسوار | - جرافيتي: أعمال الجرافيك - هاني المغربي: مؤثرات بصرية حية - محمد حسني: مؤثرات بصرية حية - جمال سعد: مؤثرات بصرية حية - أحمد عبد الله: مؤثرات بصرية حية - عصام نصار: متخيل - أحمد فاروق: تشكيل فنانين - كريم ميرا: تشكيل فنانين | - جرافيكس - محمود غالي: الفنانين ثلاثي الابعاد - أحمد عيد: الفنانين بشكل ثلاثي الابعاد - رامي عيد: الفنانين بشكل ثلاثي الابعاد - إسلام يحي: الفنانين بشكل ثلاثي الابعاد - كريم الدفراوي: الفنانين ثلاثي الابعاد - طارق رفعت: مشرف خدع بصرية |

| - وليد بجة: كاستينج - أحمد بجه: كاستينج - جميل الجندي: شئون ممثلين | - أحمد حلمى: مونتاج الأغنية - ليلى فهمى: نيجاتيف - فريم: أعمال المونتاج - معتز الكاتب: مونتاج - محمد أبو زيد: تيلسين - جيهان مشير: مونتير مساعد | - الأخوة المتحدين: توزيع داخلي - وليد صبري: موزع - كامل أبو على: موزع - أيمن الحلواني: موزع - روتانا ستوديوز: توزيع خارجي - الباتروس للإنتاج الفني والتوزيع: توزيع خارجي | - أحمد بؤجة: سيارات الخدمات الإنتاجية - صفوت: سيارات الخدمات الإنتاجية - سعيد: سيارات الخدمات الإنتاجية - حربي: سيارات الخدمات الإنتاجية - عادل: سيارات الخدمات الإنتاجية - الشيخ أحمد: سيارات الخدمات الإنتاجية - عماد: سيارات الخدمات الإنتاجية - حنفي محمود: سائق سيارة الكرين - طارق زهايمر: سائق سيارة الإضاءة - محمد نصة: سائق سيارة الإضاءة - أحمد فوزي: سائق سيارة الاكسسوار | - أدوار متعددة - ميمي: سائق سيارة الملابس - أبو العلا: سائق سيارة الكاميرا - عطا: سائق سيارة البوفيه - محمود عبد الفتاح: كتابة التترات - حمامات: فرغلي - اكرامي: مولدات - أحمد فتح الله: مولدات - علاء رجب: خدمة موقع - هاني حسين زكي: مساعد أحمد حلمي - كريم: فيديو اسيست - محمد صلاح: فيديو اسيست - مصطفي رفعت: محاسب - مصطفى عبد القادر: محاسب | - أدوار متعددة - خالد عبد الرحمن: محاسب - سمير علوش: مدير الإدارة المالية - أحمد رجب: فيديو اسيست - محمد رجب: خدمة موقع - عبده: خدمة موقع - مصطفي أبو حجر: مولدات - يسري ميلاد: كرافانات - مروان محمد: كرافانات - إسلام: بوفيه - بلال: بوفيه - عماد بمبة: بوفيه - صابر عبد اللطيف: بوفيه - طارق: خدمة موقع - تامر: خدمة موقع |

| - أحمد زيدان: فوتوغرافيا - عمرو عاصم: تريللر - عصام نصار: تصميم الافيش | - تامر الزويني: مهندس الصوت للاغنية - محمد حسيب: صوت - إسلام حسيب: اعداد شريط الصوت - أحمد عودة: مساعد صوت - محمد حسن: مساعد صوت - فيد باك: أعمال الصوت - ياسر الالفى: مساعد صوت - حسني علي: اعداد شريط الصوت - معامل مدينة السينما: مكساج شريط الصوت - محمد عبد الحسيب: تصميم شريط الصوت | - بسمة المشنب: Scanning - ديفيد جابريس: DI Colorist - وحيد عبد اللطيف: مدير التنفيذ بمعمل الإكسير - تايم كود: DI Services - مروان الكحكي: Data Manager - بدر امين: Project Manager - تكني كلور: COLORING - الإكسير - ستوديو مصر: تحميض - محمد سمير: التحميض - عصام أبو النور: مدير التنفيذ بمعمل الإكسير | - ايزاك استيفانوس: مساعد دوبلير - انتوني كريس: مساعد دوبلير - اندرو ماكينز: منسق دوبلير - كريج جوردون: مساعد دوبلير - عمرو ماكجيفر: قيادة سيارات - جورجي ميوري: مساعد دوبلير |

## قصة الفيلم
تدور أحداث الفيلم حول شاب يتحضر لزواجه، ليفاجأ بتكرار أحداث صباح يوم عرسه بشكل دائم، وكأن لعنة أصابته، ليمر بمواقف طريفة ومختلفة مع نفس الأشخاص، ولكن بشكل مختلف في كل مرة غير أن النهاية واحدة، وهي وفاته، مما يدعوه إلى التساؤل عن سبب اللعنة التي أصابته والتي تجعله يدور بحلقة مفرغة.
ويرصد الفيلم، كيف أن الشخصية الرئيسية بالفيلم، (أحمد،) عبارة عن محاسب بإحدى الشركات المتعاملة بالبورصة، ويخشى المجازفة، في الوقت الذي يمر بحالات غريبة صباح يوم عرسه، الذي يكشف له تكرار الأحداث فيه، ومحاولاته للخروج من مأزق تكرار يوم زفافه، عن خفايا لم تكن ظاهرة أمامه، فيعلم أن والدته مدمنة على أحد الأدوية المسكنة، ويكتشف أن والده قام بعملية اختلاس لمساعدته على إتمام زواجه.
وتدفع هذه الأحداث أحمد إلى التصرف بجنون ليبحث عن العلة التي أصابته، وكيفية خروجه من دوامته ومن واقع عائلته المرير، ليعرف بعد محاولاته لتجاوز وضعه الحالي بأن والدته تعاني من السرطان وتلجأ للأدوية المسكنة لتخفيف مصاريف علاجها، كي لا تؤثر على زواجه، ويكتشف أن والده كان قد سحب أموالا من معاشه قبل موعد استحقاقها، وبالتالي لم يكن مختلسا.
ويلاحظ أحمد بعد ذلك، أن شقيقته مرتبطة مع أعز أصدقائه بعلاقة عاطفية صادقة بعيدا عن الشبهات، ليتبين له أنه في النهاية هو الذي كان غائبا عن عائلته ومستغرقا بنوازعه الأنانية بعيدا عن المحيطين به وكأنه في كوكب آخر بعيدا عنهم.
فيلم «1000 مبروك»، الذي يدور في إطار كوميدي فانتازي (خيالي)، يعري الكثير من نوازعنا الداخلية، حيث يظهر أنانيتنا في واقعنا المعاش وانهماكنا بأنفسنا، متجاهلين الآخرين، من أقرب الناس إلينا، مثل آبائنا وأمهاتنا وصولا إلى جيراننا وحتى الأشخاص الذين نقابلهم في الشارع بكل لامبالاة، إذ يظهر هذا العمل فشل مثل هذا النمط من التفكير وعقمه نحو تطوير حياة الإنسان والمجتمع من حوله.
تمكن مخرج العمل أحمد جلال، ابن المخرج الشهير نادر جلال، من إمساك خيوط الفيلم بمهارة وحرفية فائقين، إذ نجح في المزج بين جدية المواقف التي يحتويها سيناريو محمد دياب وخالد دياب المحكم، والأداء الكوميدي والقفشات التي لطالما أسعدنا بها أحمد حلمي، الذي تفوق على نفسه في عمله الجديد، من جهة تمكنه من مزج الجانبين الطريف من شخصية بطل الفيلم «أحمد» والجدي والمأساوي.

## وصلات خارجية
- مقالات تستعمل روابط فنية بلا صلة مع ويكي بيانات
- موقع فيلم الف مبروك
- الفيلم 1000 مبروك  على فيسبوك.
- صفحه الفيلم على يوتيوب
- صفحة الفيلم علي موقع السينما